# Auguste Lepère

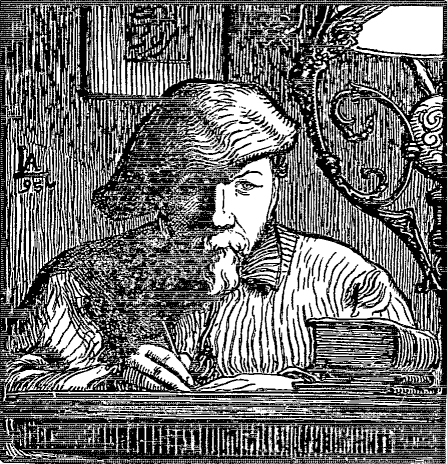
Självporträtt av Lepère.

Auguste Lepère, född 30 november 1849, död 20 november 1918, var en fransk målare och grafiker.
Lepère utförde stämningsfulla landskap och stadsbilder från Paris och dess omgivningar men fick särskilt namn som en av samtidens främsta etsare och träsnidare. Lepères träsnitt behandlar ofta parisiskt vardagsliv och utmärker sig för en sällsynt mjukhet i tonen.